# Seis meses de vida
Seis Meses de vida es una película venezolana de 1951 dirigida por Víctor Urruchúa y protagonizada por Amador Bendayán, Lilia del Valle, Rafael Lanceta, Héctor Monteverde, América Barrios entre otros.

## Sinopsis
El infeliz Juancito no tiene con qué pagar a un pastelero portugués los dulces que ha comprado para una fiesta en su barrio caraqueño. 
Va por ello a la cárcel, de donde le saca su hermana. Yolanda con un préstamo que obtiene del rico y sinvergüenza Carlos. Esté convierte a Yolanda en artista de teatro lírico. 
Juancito sufre varios desmayos y va a ver al médico. En vista de que le hacen creer que solo le quedan seis meses de vida, Juancito se vuelve valiente, osado y conquistador. 
Yolanda y el cantante Ricardo se enamoran, pero ella es obligada por Carlos a explotar a los clientes de su casa de juegos. Juancito denuncia a Carlos a la policía. 
Carlos y su banda son derrotados por Ricardo y Juancito pero esté resulta herido. Al ir a ser operado, su médico revela que no está desahuciado; su enfermera confundió unas radiografías. Juancito se recupera y anuncia a su madre que va a casarse con una belleza a la que conquisto en la casa de juego.

## Reparto
- Amador Bendayán
- Lilia del Valle
- Rafael Lanceta
- Héctor Monteverde
- América Barrios
- Helvia Hass de Zapata
- Víctor Urruchúa
- Jorge Reyes
- Pura Vargas
- Carmen Géyer
- José Luis Sarzalejo
- Saúl Peraza
- Max Gil
- Ildemaro García
- Francisco Bernalche
- Carlos La Torre
- Edda Margolis
- Camelia Coronado
- Carmen Mendoza
- Herminia Martucci
- Josefina Briceño
- Hermelinda Alvarado
- Mireya Delgado
- Aldemaro Romero y su Orquesta
- Grichska Holguin y su teatro de Danzas Contemporáneas
- las mellizas Dolly[1]